# Букет (песня)
«Букет» — песня советского и российского певца и музыканта Александра Барыкина на стихи Николая Рубцова, написанная в 1987 году.
Первоначально была выпущена в 1987 году на совместном сингле А.Барыкина и В.Кузьмина в рамках серии «По вашим письмам»; впоследствии вошла в одноимённый альбом Барыкина 1988 года.

## История записи
«Тогда читал очень много стихов — Брюсова, Цветаеву, Мандельштама, Есенина… Но там всё не то. И как-то в магазине случайно увидел сборник „Подорожники“ Николая Рубцова. А я вообще не знал, кто это такой. Но купил. Стал читать, и мне всё очень нравится — совсем не по-нашему, не по-советски. А когда наткнулся на стихотворение „Букет“, сразу понял — это готовая песня. Дома, на кухне, минут за пятнадцать написал музыку. Думаю: „Надо её быстрее записать и отдать на радио, а то кто-нибудь меня опередит“. Уверен — если бы не подсуетился, на эти стихи обязательно кто-нибудь другой написал бы песню».— А.Барыкин
Первым был придуман вступительный фолковый проигрыш, написанный под впечатлением от перуанской блок-флейты, звучащей в знаменитой композиции «El Cóndor Pasa» дуэта Simon and Garfunkel.

## Приём и влияние
Песня была отмечена гран-при фестиваля «Песня-87» и получила всенародное признание.
После выхода пластинки «Букет» Барыкина начинают упрекать в отходе от рок-музыки, называют «эстрадником». Александр практически возненавидел своё творение: «С этой песни ко мне прилепилось клише „попсового“ музыканта, хотя всю жизнь я играл рок». На своих концертах Барыкин поступал подобно Eagles, схожим образом мучившихся с «Hotel California» — исполнял наиболее известные хиты в первом отделении.
Свою версию песни записала группа Мурзилки International.

## В записи участвовали
- Александр Барыкин и группа «Карнавал»
- звукорежиссёры: А.Кальянов, О.Ступка
- редактор: А.Лушин[3]